# Pruillé-le-Chétif
Pruillé-le-Chétif é uma comuna francesa na região administrativa do País do Loire, no departamento de Sarthe. Estende-se por uma área de 10.30 km². Em 2010 a comuna tinha 1 375 habitantes (densidade: 133,5 hab./km²).